# Impact (téléfilm, 2009)
Pour plus de détails, voir Fiche technique et Distribution.
Impact (ou Impact : Opération Chaos) est un téléfilm canadien en deux parties diffusé les 14 et 15 février 2009 sur Super Channel, puis aux États-Unis les 21 et 28 juin 2009 sur le réseau ABC.

## Synopsis
Au cours d'une pluie de météorites, un énorme astéroïde heurte la Lune de plein fouet, changeant l'orbite du satellite terrestre. D'énormes fragments causés par la collision tombent sur la Terre. Les experts pensent tout d'abord qu'il ne s'agit que d'un incident mineur, mais des phénomènes de plus en plus inquiétants commencent à se produire. Le docteur Maddie Rhodes et son équipe ne tardent pas à découvrir avec effroi que la Lune est amenée à s'écraser sur la Terre dans un futur très proche. Une mission spatiale internationale est mise en place. Elle est chargée de tout mettre en œuvre pour enrayer le phénomène. L'affaire, cependant, dépasse de loin les compétences des chercheurs. Ils sont contraints de puiser dans toutes les ressources existantes pour éviter la collision fatale qui mettra irrémédiablement fin à toute vie sur Terre…

## Fiche technique
- Titre : Impact
- Titre original : Impact
- Réalisation : Mike Rohl
- Scénario : Michael Vickerman
- Société de production : Tandem Communications, ProSieben Television
- Effets spéciaux : Artifex Studios, SPIN West VFX
- Musique : Michael Richard
- Photographie :
- Montage :
- Décors : Trevor Belcourt, Terry Lewis
- Costumes : Trish Flynn (design)
- Maquillage : Lisa Leonard, Linda Robinson, Angela Nair, Fay von Schroeder
- Pays d'origine :
- Format : Couleurs - 1,78:1 - Stéréo
- Genre : Action, science-fiction
- Durée : 180 minutes en 2 épisodes
- Date de diffusion : 2009 (Canada)

## Distribution
- David James Elliott (VF : Guy Chapellier) : Alex Kittner
- Natasha Henstridge (VF : Rafaèle Moutier) : Dr Maddie Rhodes
- Benjamin Sadler (VF : Guillaume Lebon) : Roland Emerson
- Florentine Lahme (VF : Sybille Tureau) : Martina Altmann
- James Cromwell (VF : Michel Ruhl) : Lloyd
- Steven Culp (VF : Georges Caudron) : Président Edward Taylor
- Owen Best : Jake Kittner
- Natasha Calis : Sadie Kittner
- Yee Jee Tso (en) (VF : Stéphane Pouplard) : Jered O'Banno
- Colin Cunningham : David Rhodes
- Michael Kopsa (en) (VF : Saïd Amadis) : Général Vaughn
- Samantha Ferris (VF : Josiane Pinson) : Renee Ferguson
- Ron Lea : Tom Ranfield
- Benjamin Ayres (en) : Bob Pierce
- Gerard Plunkett : Terrence Young
- Ty Olsson : Derek